# دیزی گرانادوس
دیزی گرانادوس (اسپانیایی: Daisy Granados‎؛ زادهٔ ۹ دسامبر ۱۹۴۲) بازیگر اهل کوبا است.
از فیلم‌ها یا برنامه‌های تلویزیونی که وی در آن نقش داشته است می‌توان به ۷ روز در هاوانا، کوارتت هاوانا و خاطرات توسعه‌نیافتگی اشاره کرد.